# Colanthura uncinata
Colanthura uncinata är en kräftdjursart som beskrevs av Brian Frederick Kensley 1978. Colanthura uncinata ingår i släktet Colanthura och familjen Paranthuridae. Inga underarter finns listade i Catalogue of Life.